# Kunzeana youngi
Kunzeana youngi är en insektsart som beskrevs av Ruppel och Delong 1952. Kunzeana youngi ingår i släktet Kunzeana och familjen dvärgstritar. Inga underarter finns listade i Catalogue of Life.